# Андрущенко Іван Олексійович
Іва́н Олексі́йович Андру́щенко (1840, Одеса — 5 (17). IX 1865) — український громадський діяч, революціонер.

## Життєпис
Народився в дворянській сім'ї. В 1859 році закінчив Костянтинівський межовий інститут у Москві. В 1861—1862 роках працював землеміром на Чернігівщині. У Чернігові зблизився з місцевою українською громадою, співробітничав у газеті «Черниговський листок» (1861—62), яку видавав поет-байкар Л. І. Глібов. Вступив до московського відділення товариства «Земля і воля» (1863), за дорученням якого повіз в Україну нелегальні видання. Андрущенко був заарештований в Чернігові (1863) і відправлений до Петербурга. Загинув у госпіталі, померши від сухоти.